# P. 리그+
P. 리그+(P. LEAGUE+, 약어로 PLG)는 플러스 리그로 발음되며 2020년에 창단된 대만 남자 프로 농구 리그이다.

## 역사
P. 리그+는 2020년 블래키 첸에 의해 창설되었다. 이는 2000년 중국 농구 연맹(CBA)이 운영을 중단한 이후 대만 최초의 완전 프로 농구 리그이다. 첫 번째 시즌에 참가한 처음 4개 팀은 포모사 타이신 드리머스(Formosa Taishin Dreamers), 신주 JKO 라이오니어스, 타이페이 푸본 브레이브스, 타오위안 파일럿츠. 두 번째 시즌인 2021-22에서 P. 리그+는 뉴 타이페이 킹스와 가오슝 스틸러스라는 두 팀을 더 추가했다.
2024년 6월 26일, P.리그+는 2024-25시즌을 위해 T1 리그와 합병을 발표했다. 2024년 7월 8일, 가오슝 17LIVE 스틸러스, 대만 푸본 브레이브스 및 타오위안 파우이안 파일럿츠는 리그 합병을 종료하고 다가오는 시즌에 머무르는 것을 선호한다고 발표했다. 7월 9일, 타이난 TSG 고스트호크스는 합병을 종료하고 PLG에 합류한다고 발표했다. 포모사 드리머스, 신주 토플러스 라이오니어즈, 뉴 타이페이 킹스가 새로 결성된 대만 프로농구 리그에 합류할 것이라고 발표했다.